# Селінунт

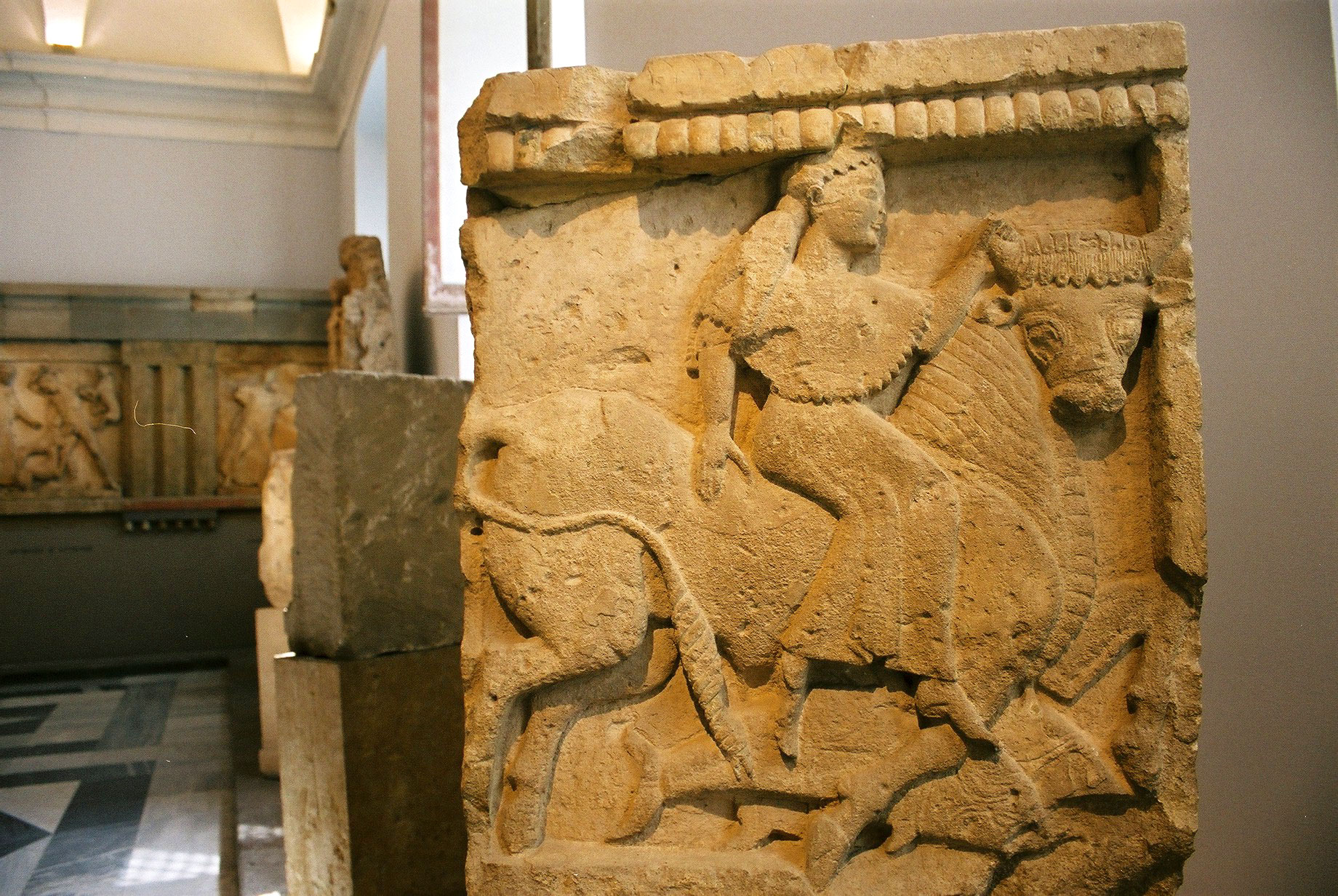
Метопа доби архаїки, Селінунт, Регіональний археологічний музей Антоніо Салінаса (Палермо)

Селінунт (дав.-гр. Σελινοΰς, лат. Selinus) — стародавнє місто на південно-західному узбережжі Сицилії, у давнину — самостійне місто-держава.
Заснований у 628 р. до н. е. колоністами з Мегар на території, раніше колонізованій фінікійцями. Назву міста вважають фінікійською за походженням, хоча місцеві мешканці пов'язували її з селерою (дав.-гр. σελινον), якою і справді славилася ця місцевість. Клімат в Селінунті був нездоровий, але стратегічне становище міста було дуже вигідним. Селінунт мав дві штучні гавані, головною з яких була Мазара.

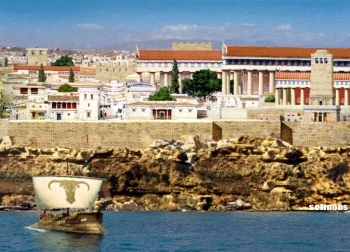
Акрополь Селінунта. Реконструкція

В VI ст. до н. е. в місті була встановлена тиранія. Відомі імена трьох селінунтських тиранів — Ферон, Піфагор і Еврілей.
Розташований на країній західній межі грецьких володінь у Сицилії, Селинунт змушений був вести постійну боротьбу з елімами і фінікійцями. У 408 р. до н. е. його захопили й зруйнували карфагеняни. У 305 р. до н. е. був приєднаний до своїх володінь Агафоклом. У 249 р. до н. е. місто знову зруйнували пунійці, які вцілілих міщан переселили до Лілібея.
Остаточно Селінунт був знищений арабами під час їхнього нападу на Сицилію у 827 р. Пізніше на місці зруйнованого міста виникло селище Марінелла.